# João de Médici (cardeal)
João de Cosme I de Médici (em italiano:  Giovanni di Cosimo I de' Medici; (Florença, 29 de setembro de 1543 – Livorno, 20 de novembro de 1562), conhecido também como João de Médici, o Jovem, foi um cardeal italiano da Casa de Médici.

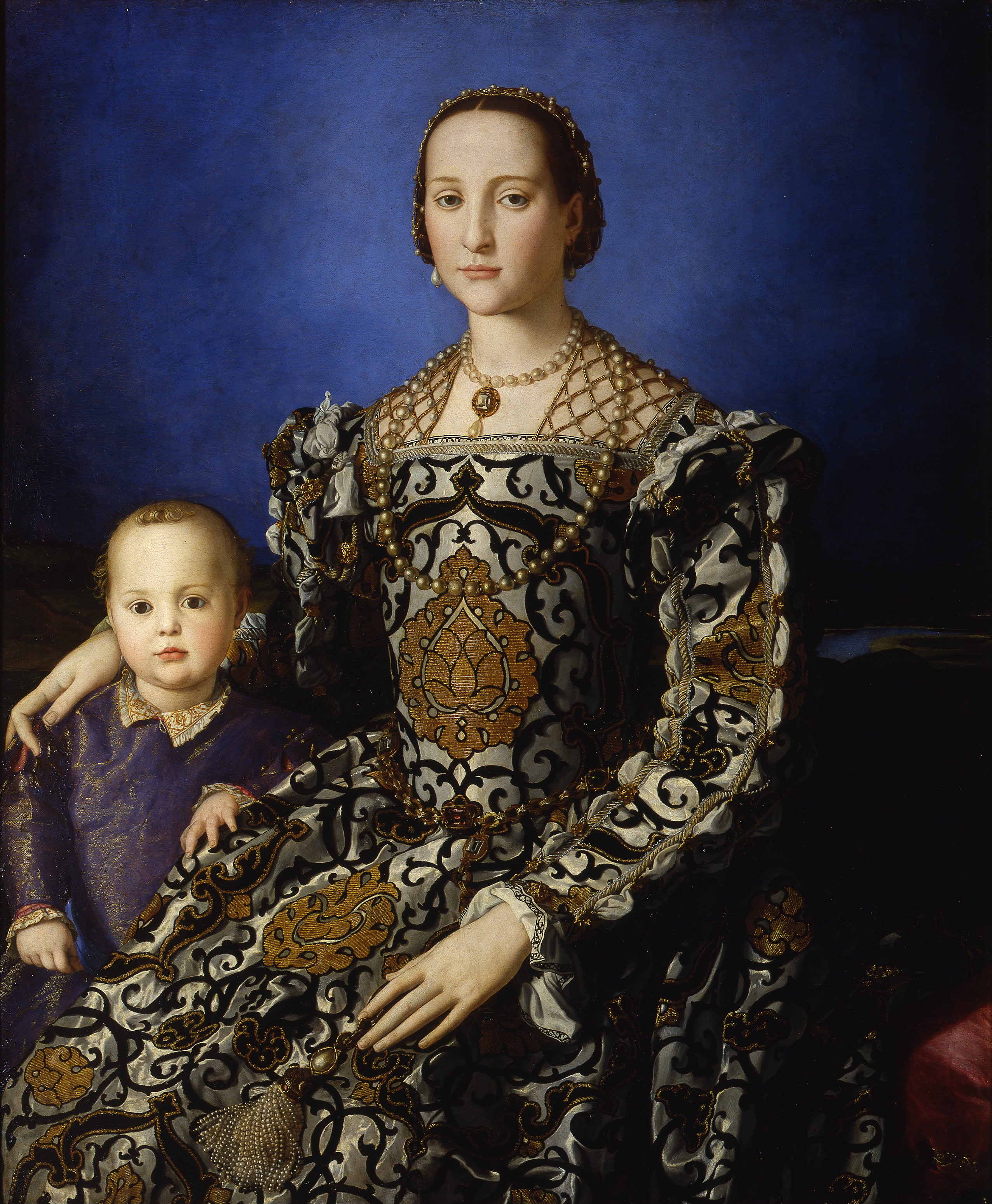
João com sua mãe, Leonor de Toledo, por Bronzino

## Primeiros anos
João nasceu em Florença, segundo filho de Cosme I de Médici, o grão-duque da Toscana, e Leonor de Toledo. Enquanto seu irmão mais velho, Francisco I de Médici seguiu o pai na carreira militar e política, João estava destinado a seguir uma carreira eclesiástica.
Ainda muito jovem, foi retratado duas vezes por Agnolo Bronzino, a primeira vez ainda criança e outra alguns anos depois, junto com sua mãe (embora ainda haja um debate sobre a identidade do garoto, que pode ser Francisco).
Após ter sido arcebispo de Pisa, foi criado cardeal em Santa Maria in Domnica pelo papa Pio IV no consistório de 31 de janeiro de 1560, com apenas dezessete anos.
Provavelmente já doente de tuberculose, João morreu dois anos depois em Livorno de malária. Sua mãe e seu irmão Garcia (Garzia) morreram da mesma doença apenas alguns dias depois. Séculos depois, um mito surgiu afirmando que ele teria sido morto por Garcia depois de uma discussão em 1562. Este, por sua vez, teria sido morto por Cosme com sua própria espada. Porém, exames modernos no corpo exumado não revelaram sinais de violência e confirmaram que ambos morreram de malária em 1562.
Cosme teve outro filho, também chamado João, que ficou conhecido como Dom João de Médici (1567–1621).

## Morte
Provavelmente já sofrendo de tuberculose, João morreu dois anos após se tornar cardeal em Livorno, por causa da malária. Sua mãe e seu irmão Garcia de Médici também morreriam da mesma doença dias depois.